# Comuna Koprivștița, Sofia
Koprivștița (în bulgară Копривщица) este o comună în regiunea Sofia, Bulgaria, formată din orașul Koprivștița. 

## Demografie
Componența etnică a comunei Koprivștița
     Romi (1,82%)
     Bulgari (94,73%)
     Nicio identificare (3,15%)
     Altele (0,45%)
La recensământul din 2011, populația comunei Koprivștița era de 2.410 locuitori. Din punct de vedere etnic, majoritatea locuitorilor (94,73%) erau bulgari, cu o minoritate de romi (1,82%). Pentru 3,15% din locuitori nu este cunoscută apartenența etnică.